# José María Mateos
José María Mateos y Larrucea (Bilbao, Vizcaya, 31 de marzo de 1888-22 de diciembre de 1963) fue un periodista español que ejerció como seleccionador nacional de fútbol a finales del primer tercio del siglo XX.

## Biografía
José María Mateos nació en Bilbao, ciudad en la que estudiaría en el Instituto Vizcaíno y en los Escolapios, colegio donde tuvo sus primeros contactos con el fútbol, en un equipo perteneciente al mismo con el nombre de Vasconia, aunque una lesión de tobillo le apartó de seguir dedicándose a esta práctica deportiva. 
Huérfano desde muy niño y con una férrea formación religiosa, pasó a formar parte de la Congregación de los Luises, fundada por la Compañía de Jesús (los jesuitas), donde comenzó a materializar su vocación periodística, dirigiendo la revista Semana Católica. Tras ingresar en 1904 en la Universidad de Deusto para formarse como ingeniero, abandonó aquellos estudios para dedicarse plenamente al periodismo. En 1908 comienza a trabajar en El Porvenir Vascongado en cuya redacción coincidió, entre otros, con Ramiro de Maeztu. En 1910 pasó a trabajar en otro periódico, La Gaceta del Norte.
En 1917 al constituirse la Federación atlética vizcaína, José María Mateos fue elegido presidente de la misma, en representación del Club Deportivo de Bilbao. Posteriormente también sería presidente de la Federación vizcaína de fútbol. Además de las cuestiones deportivas, también llevaba a la práctica su vocación social en cargos como el de vocal de la Sala Cuna y del Asilo de Huérfanos de Bilbao (1922) o secretario de la Junta Provincial Antituberculosa de Vizcaya. Sería también concejal del Ayuntamiento de Bilbao.
Sería también presidente de la Asociación de la Prensa de Bilbao (de la que fue uno de sus fundadores en 1912. E igualmente fue director de la Hoja del Lunes desde su primer número.
Falleció en Bilbao el 22 de diciembre de 1963.

## Fútbol
Además de escribir acerca del fútbol en sus crónicas periodísticas, José María Mateos no ocultó nunca su gran afición por el Athletic Club, del que fue el primero en publicar un libro con su historia en 1922. En 1948 publicó una segunda parte de su historia del Athletic. También fue prologuista del libro del legendario jugador rojiblanco Piru Gaínza.
Pese a los ofrecimientos que le llegaron para ello nunca aceptó formar parte de su junta directiva, aunque vería reconocida su labor con la concesión de la insignia de oro y brillantes del club.

### Seleccionador español
A comienzos de los años veinte, el fútbol no era aún un deporte profesional, y la mayoría de los clubes no contaban con entrenadores al frente de sus equipos. Algo similar ocurriría con la Selección española, que tras su creación en 1920 fue sucesivamente dirigida por diversas comisiones técnicas y así, en 1922, José María Mateos fue uno de los elegidos para integrar una de ellas. Junto a Manuel Castro y Salvador Díaz Iraola, su primera incursión como seleccionador se saldó con una victoria por 0-4 ante Francia, el 30 de abril en Burdeos.
En 1925 fue designado nuevamente en el equipo técnico del combinado nacional, en el que permaneció, con diversos acompañantes, un total de siete encuentros. Tras un breve paréntesis, en el que José Ángel Berraondo estuvo al frente de España en los Juegos Olímpicos de París, en 1929 José María Mateos retornó al banquillo español, en esta ocasión ya en solitario (con la excepción de dos encuentros en los que en 1930 contó con el apoyo del inglés Fred Pentland. Permaneció como seleccionador hasta 1933, con un balance francamente positivo: de 24 partidos disputados (todos ellos amistosos), 17 victorias, 3 empates y 4 derrotas.
La relación total de encuentros disputados por España con Mateos como técnico es la siguiente:
| Fecha      | Competición | Estadio                  | Ciudad                 | Encuentro       | Encuentro | Encuentro       | Técnicos                |
| ---------- | ----------- | ------------------------ | ---------------------- | --------------- | --------- | --------------- | ----------------------- |
| 30/04/1922 | Amistoso    | Bouscat                  | Burdeos (Francia)      | Francia         | 0:4       | España          | Castro, Díaz, Mateos    |
| 27/09/1925 | Amistoso    | Hohe Warte               | Viena (Austria)        | Austria         | 0:1       | España          | Mateos, Cabot, Castro   |
| 04/10/1925 | Amistoso    | Ferencvaros Torna        | Budapest (Hungría)     | Hungría         | 0:1       | España          | Mateos, Cabot, Castro   |
| 19/12/1926 | Amistoso    | Balaídos                 | Vigo                   | España          | 4:2       | Hungría         | Mateos, Montero, Castro |
| 17/04/1927 | Amistoso    | El Sardinero             | Santander              | España          | 1:0       | Suiza           | Mateos, Montero, Castro |
| 22/05/1927 | Amistoso    | Olympique Yves-du-Manoir | Colombes (Francia)     | Francia         | 1:4       | España          | Mateos, Montero, Castro |
| 29/05/1927 | Amistoso    | Il Littoriale            | Bolonia (Italia)       | Italia          | 2:0       | España          | Mateos, Montero, Castro |
| 29/05/1927 | Amistoso    | Metropolitano            | Madrid                 | España          | 2:0       | Portugal        | Mateos, Montero, Castro |
| 17/03/1929 | Amistoso    | Exposición               | Sevilla                | España          | 5:0       | Portugal        | José María Mateos       |
| 14/04/1929 | Amistoso    | Torrero                  | Zaragoza               | España          | 8:1       | Francia         | José María Mateos       |
| 15/05/1929 | Amistoso    | Metropolitano            | Madrid                 | España          | 4:3       | Inglaterra      | José María Mateos       |
| 01/01/1930 | Amistoso    | Montjuïc                 | Barcelona              | España          | 1:0       | Checoslovaquia  | José María Mateos       |
| 14/06/1930 | Amistoso    | Letna                    | Praga (Checoslovaquia) | Checoslovaquia  | 2:0       | España          | Mateos, Fred Pentland   |
| 22/06/1930 | Amistoso    | Il Littoriale            | Bolonia (Italia)       | Italia          | 2:3       | España          | Mateos, Fred Pentland   |
| 30/11/1930 | Amistoso    | Ameal                    | Oporto (Portugal)      | Portugal        | 0:1       | España          | José María Mateos       |
| 19/04/1931 | Amistoso    | San Mamés                | Bilbao                 | España          | 0:0       | Italia          | José María Mateos       |
| 26/04/1931 | Amistoso    | Montjuïc                 | Barcelona              | España          | 1:1       | Isla de Irlanda | José María Mateos       |
| 09/12/1931 | Amistoso    | Highbury                 | Londres (Inglaterra)   | Inglaterra      | 7:1       | España          | José María Mateos       |
| 13/12/1931 | Amistoso    | Dalymount Park           | Dublín (Irlanda)       | Isla de Irlanda | 0:5       | España          | José María Mateos       |
| 24/04/1932 | Amistoso    | Buenavista               | Oviedo                 | España          | 2:1       | Yugoslavia      | José María Mateos       |
| 02/04/1933 | Amistoso    | Balaídos                 | Vigo                   | España          | 3:0       | Portugal        | José María Mateos       |
| 23/04/1933 | Amistoso    | Parque de los Príncipes  | París (Francia)        | Francia         | 1:0       | España          | José María Mateos       |
| 30/04/1933 | Amistoso    | Jugoslavija              | Belgrado (Yugoslavia)  | Yugoslavia      | 1:1       | España          | José María Mateos       |
| 21/05/1933 | Amistoso    | Chamartín                | Madrid                 | España          | 13:0      | Bulgaria        | José María Mateos       |